# ناكادوماري
ناكادوماري هي بلدة في اليابان، تقع في محافظة آوموري، بلغ عدد سكانها 10,577 نسمة وذلك حسب إحصائيات سنة 2018، تبلغ مساحتها 216.34 كيلومتر مربع.

## الموقع
تشترك في الحدود مع:
- غوشوغاوارا، آوموري
- تسوغارو، آوموري
- مقاطعة كيتاتسوغارو  [لغات أخرى]‏.